# The Punisher (jeu vidéo, 1993)
Pour les articles homonymes, voir The Punisher.
The Punisher est un jeu vidéo de type beat them all développé et édité par Capcom sur CP System [Dash] en avril 1993. Il a été porté sur Mega Drive en 1994. Ce jeu met en scène Le Punisher et Nick Fury, ce sont des personnages de Marvel Comics,.